# Rhytidoderes sexsulcatus
Rhytideres sexsulcatus, Cleonus sexsulcatus, Hipporhinus reynesii, Phytonomus annosus
Espèce
Synonymes
- voir paragraphe #Synonymes

Rhytidoderes sexsulcatus est une espèce fossile d'insectes coléoptères de la famille des Curculionidae.

## Classification
L'espèce Rhytidoderes sexsulcatus est initialement décrite en 1856 sous le protonyme Cleonus sex-sulcatus par le naturaliste suisse Oswald Heer (1809-1883),.

### Synonymes
- †Cleonus sexsulcatus Heer, 1856
- †Rhytideres sexsulcatus (Heer, 1856)
- †Hipporhinus reynesii Oustalet, 1874
- †Phytonomus annosus Oustalet, 1874

### Renommage
L'espèce Cleonus sexsulcatus est renommée en Rhytideres sexcalcatus en 2011 par Nikolai N. Yunakov (d) et Alexander G. Kirejtshuk (d), et en Rhytidoderes sexsulcatus en 1992 par Vladimir V. Zherikhin (d) et en 2015 par le paléontologue et entomologiste russe Andrei Alexsandrovitch Legalov,.

### Fossiles
Selon Paleobiology Database en 2023, six collections de fossiles sont référencées :
- Miocène, une en Italie, venant de Agrigento, décrite en 1992 par Vladimir V. Zherikhin[4] ;
- Oligocène, 
  - une en Allemagne de Kleinkembs, décrite en 1937 par Nicolas Théobald[6], et
  - quatre en France, d'Aix-en-Provence, décrites en 1872 et 1875 du muséum de Marseille, par Samuel Hubbard Scudder[7],[8], du MNHN décrite en 1915 par Fernand Meunier[9],[10],[note 2], de la localité de Puy-Saint-Jean décrit en 1936 par Louis Émile Piton et Aimé Rudel (d)[11],[2].

### Étymologie
L'épithète spécifique sexsulcatus signifie en latin « six rainures ».

## Description

### Caractères
« Echant. : R807 et 433, coll. Mieg. Mus. Bâle, Kleinkembs.
Un élytre et sa contre-empreinte.
Cette espèce existe à Aix, à Corent et au Puy-de-Mur, Auvergne. ».

### Dimensions
La longueur de l'élytre est de 2,6 mm.

### Publication originale
- [1856] (de) Oswald Heer, « Ueber die fossilen Insekten von Aix in der Provence », Vierteljahrsschrift der Naturforschenden Gesellschaft in Zürich, vol. 1,‎ 1856, p. 1-40 (lire en ligne).